# Eduardo Béjar Martín
Eduardo Béjar Martín (n. 1974) es un político de España.

## Biografía

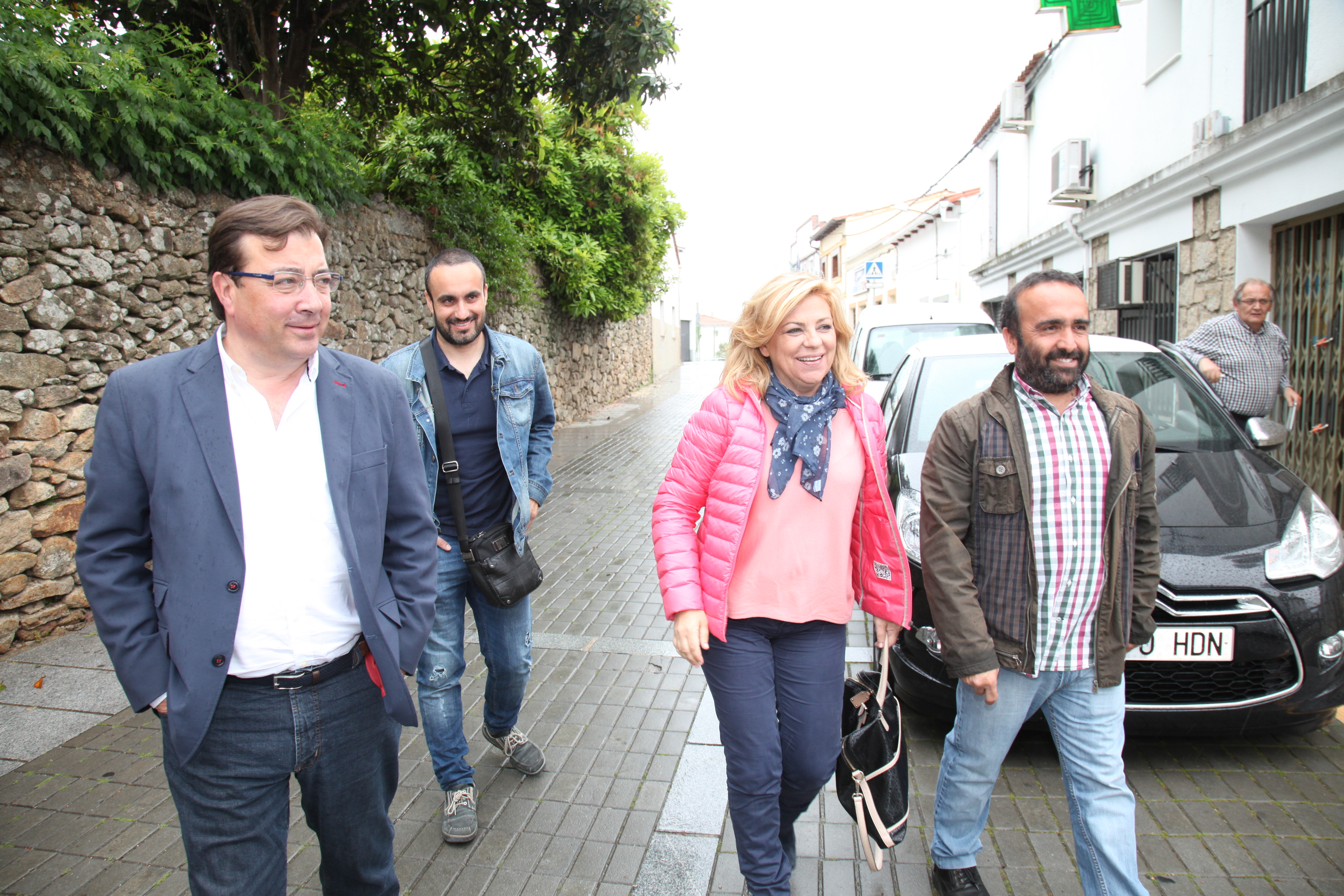
Junto a Guillermo Fernández Vara, Elena Valenciano y Miguel Ángel Morales Sánchez en la sierra de Gata durante la campaña para las autonómicas de 2015

Nació en Barcelona el 15 de octubre de 1974, obtuvo un título en Ingeniería Agrícola por la Universidad de Valladolid. Especialidad en Hortofruticultura y Jardinería.
Desempeñó el cargo de alcalde del municipio cacereño de Casar de Palomero entre 1999 y 2007, el diputado provincial de Cáceres entre 2004 y 2007. Miembro de la Ejecutiva Provincial del PSOE desde 2004 es actualmente secretario provincial de Organización. Fue elegido diputado de la ix legislatura de la Asamblea de Extremadura en las elecciones autonómicas de 2015.